# Brug 75

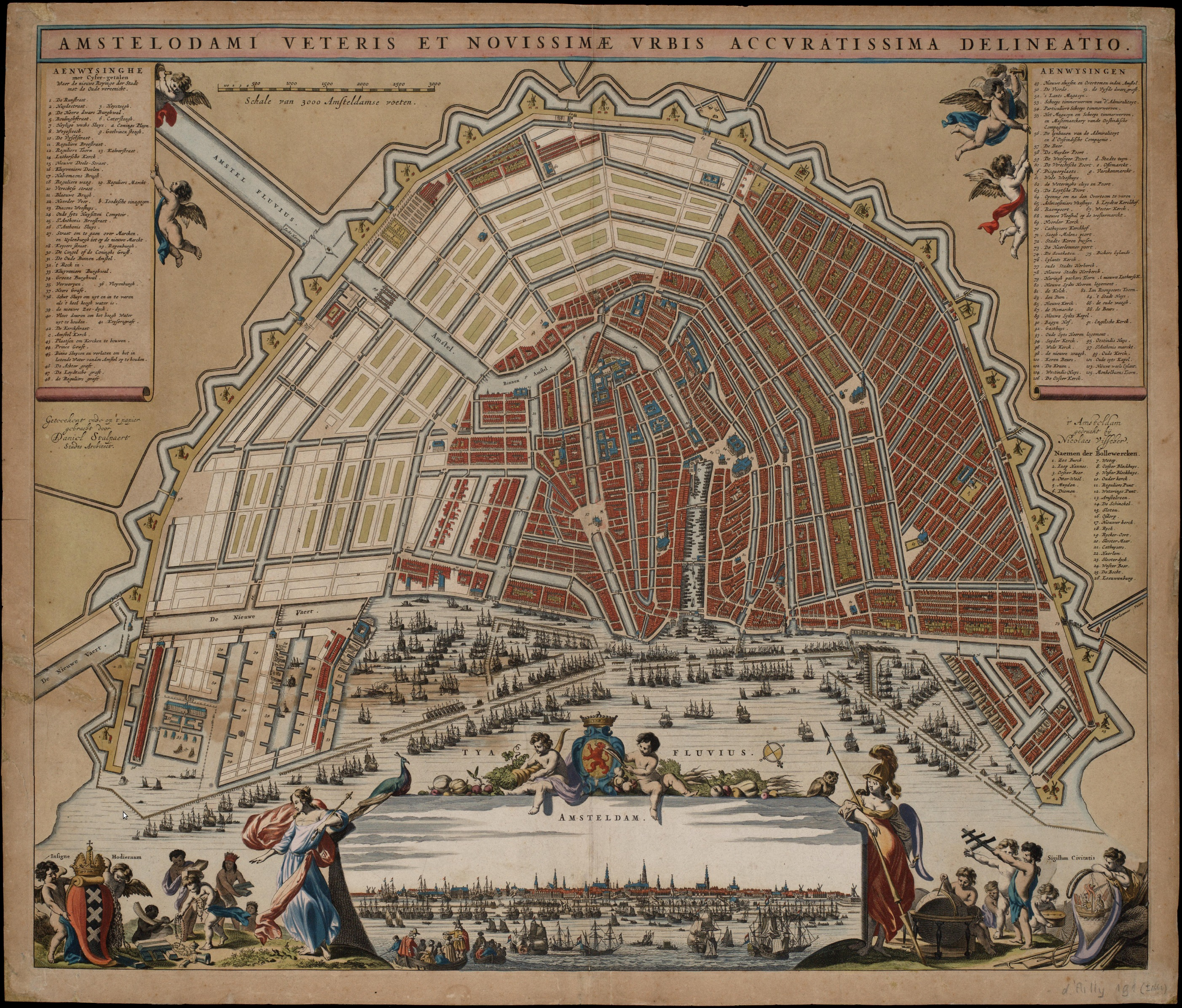
Kaart Daniël Stalpaert uit 1662

Brug 75 is een vaste brug in Amsterdam-Centrum.
Ze is gelegen in de Utrechtsestraat en voert over de Prinsengracht. Het is de laatste brug van de Utrechtsestraat richting stad uit, de ooit aangelegde brug over de Achtergracht werd gesloopt bij de demping van die gracht. Het is de op een na laatste brug van over de Prinsengracht voordat ze bij de Frans Hendricksz. Oetgensbrug de Amstel instroomt.
Er ligt hier al eeuwen een bouwwerk. Op de kaart van Jacob Bosch met de Vierde uitleg van circa 1679 is hier een sluis met overbrugging ingetekend met in het stuk naar de Amstel de verdikte kade. Ook in de Keizersgracht (brug 37) en Herengracht (brug 34) lagen sluizen. Stadsarchitect Daniël Stalpaert had die sluizen ook al ingetekend in zijn ontwerpkaart van 1662, maar het was toen nog voornamelijk leeg gebied aan de Utrechtse straet en Prince Graft. Hij meldde daarbij dat het ging om "Binne sluysen en verlaten om het in latende water vanden Amstel op te houden". In 1673 werden de Amstelsluizen gebouwd, waardoor de sluizen in de genoemde grachten hun functies verloren. Frederik de Wit tekende op zijn kaart in 1688 dus geen sluizen meer, maar lage bruggen.
Net als de twee andere genoemde bruggen kwam deze brug ter sprake bij het gereedmaken van de bruggen in de Utrechtsestraat voor de komst van de trams van de Amsterdamsche Omnibus Maatschappij. Er moest verlaagd en verbreed worden. In 1907 werd gekeken of de Utrechtsestraat gebruikt kon worden als radiaalweg de stad uit; zij zou daartoe tot 25 meter verbreed moeten worden. Het werd te duur geacht, de radiaalwegfunctie ging naar de Vijzelstraat, waarbij talloze gebouwen gesloopt werden. De brug zou tijdens de vernieuwing van de Utrechtsestraat in 2009-2011 vervangen worden. Na het debacle bij de vernieuwing van brug 34 (verkeerde bouwconstructie toegepast) werd besloten de brug voorlopig met rust te laten.

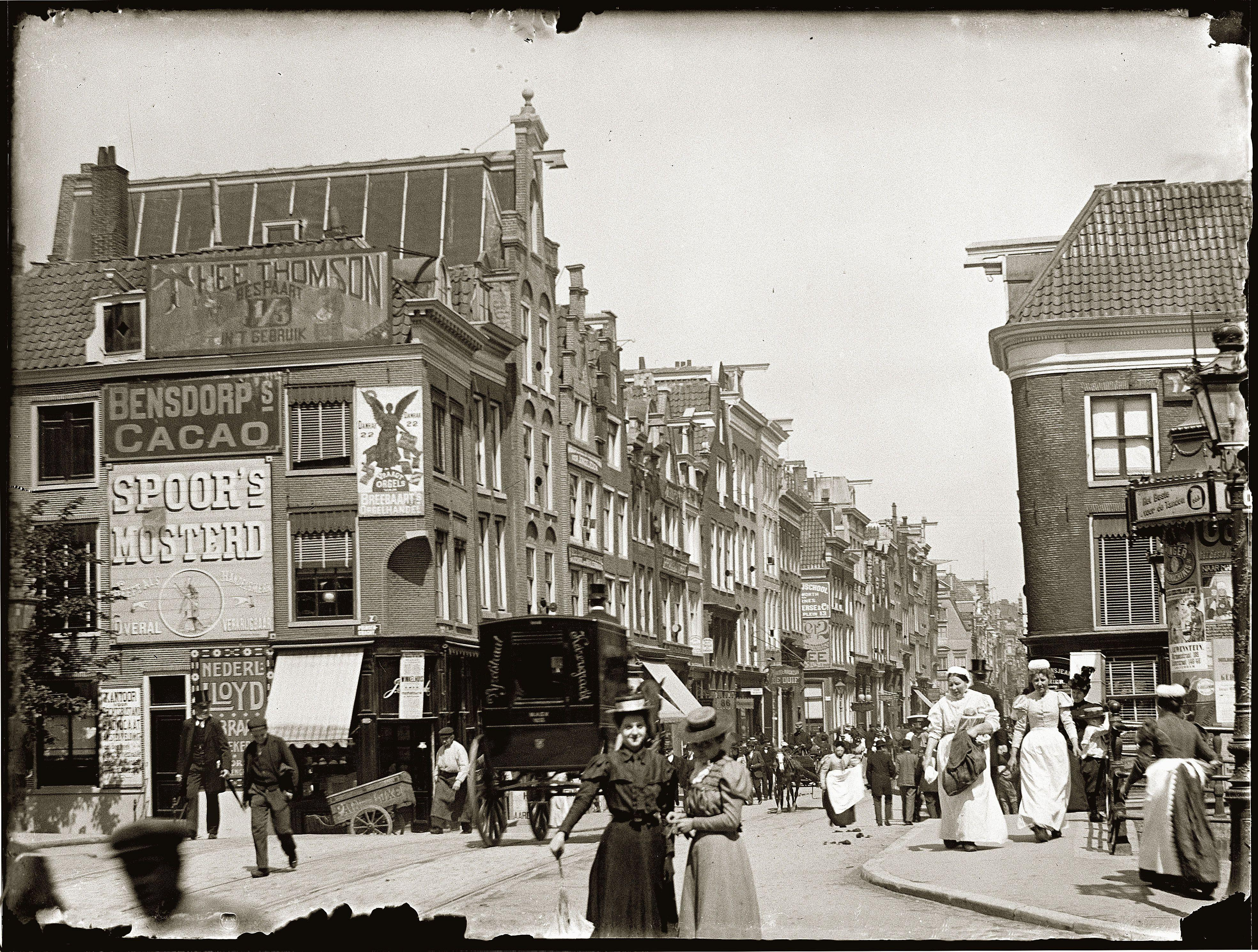
Jacob Olie heeft de brug vastgelegd in 1898 met al dubbelspoor op de brug

1 · 2 · 3 · 4 · 5 · 6 · 7 · 8 · 9 · 10 · 11 · 12 · 13 · 14 · 15 · 16 · 17 · 18 · 19 · 20 · 21 · 22 · 23 · 24 · 25 · 26 · 27 · 28 · 29 · 30 · 31 · 32 · 34 · 35 · 36 · 37 · 38 · 39 · 40 · 41 · 42 · 43 · 44 · 45 · 46 · 47 · 48 · 49 · 50 · 51 · 52 · 53 · 54 · 55 · 56 · 57 · 58 · 59 · 60 · 61 · 62 · 63 · 64 · 65 · 66 · 67 · 68 · 69 · 70 · 71 · 72 · 73 · 74 · 75 · 76 · 77 · 78 · 79 · 80 · 81 · 82 · 84 · 85 · 86 · 87 · 88 · 89 · 90 · 91 · 92 · 93 · 94 · 95 · 96 · 97 · 98 · 99 · >>>
Brugnummers 33 en 83 zijn niet (meer) vergeven